# Campionati cechi di ski cross 2016
I Campionati cechi di ski cross 2016 si sono svolti a Rejdice il 19 marzo. Il programma ha incluso solamente la gara maschile. 
Trattandosi di competizioni valide anche ai fini del punteggio FIS, vi hanno partecipato anche sciatori di altre federazioni, senza che questo consentisse loro di concorrere al titolo nazionale ceco.

## Risultati

### Uomini
| Pos. | Atleta         | Nazione   |
| ---- | -------------- | --------- |
| 1    | Mateusz Harbat | Polonia   |
| 2    | Jiri Cech      | Rep. Ceca |
| 3    | Ridom Palan    | Rep. Ceca |
| 4    | Karel Lank     | Rep. Ceca |